# نهائي كأس ملك إسبانيا 1997
نهائي كأس ملك إسبانيا 1997 هو النهائي رقم 95 في إطار بطولة كأس إسبانيا ، جمعت المباراة النهائية ناديّ برشلونة وريال بيتيس 28 يونيو على ملعب سانتياغو برنابيو بمدينة مدريد وتمكن نادي برشلونة من تحقيق البطولة بعد الفوز بنتيجة 3-2 ، جاء هدف الفوز في الوقت الإضافي بعد انتهاء الوقت الأصلي بالتعادل2-2 .

## التفاصيل
| برشلونة | ريال بيتيس |

| برشلونة                                                   | 3–2 | ريال بيتيس                                                   |
| --------------------------------------------------------- | --- | ------------------------------------------------------------ |
| لويس فيغو 45' 115' · خوان بيزي 85' · المدرب · بوبي روبسون |     | ألفونسو بيريز 11' · فينيدي 82' · المدرب · لورينزو سيرا فيرير |